# Риголе (Тревизо)
Риголе је насеље у Италији у округу Тревизо, региону Венето.
Према процени из 2011. у насељу је живело 244 становника. Насеље се налази на надморској висини од 12 м.